# Stockholms Skridskoseglarklubb
Stockholms Skridskoseglarklubb (SSSK) är Sveriges största förening med skridskosegling och långfärdsskridskoåkning på programmet och en av de största ideella föreningarna i Stockholm med 10 902 medlemmar (2009-04-30) och över 200 ledare. Man bedriver ledarledda turer samt har israpportering med isläget i Östra Svealand hela vintern. Övrig verksamhet inkluderar bl.a. möten, intern utbildning, årsskrift och en medlemstidning (Isbiten).
SSSK är medlem i Svenska Isseglarförbundet, Svenska Skridskoförbundet samt i Skridskonätet.

## Historia
SSSK bildades 17 mars 1901 på isen utanför Blomskär i Stora Värtan av Alex Lindman, Gunnar Frestadius, Carl Silfversparre och Axel Wallenberg. I början dominerade skridskoseglingen klubbens aktiviteter, men från år 1915 började även långfärder utan segel bli allt vanligare. 1927 ändrades stadgarna så även de som var intresserade av långfärdsåkning utan segel innefattades.
Från början förekom inte olika åkgrupper, men från 1928 delades utfärderna ibland upp i två grupper: en för snabbare och en för långsammare åkare.  På 1930-talet formaliserades gruppindelningen i tre grupper, som senare ökades till först fyra och sedan till dagens fem åkgrupper.
1934 åkte SSSK på sjön Erken i Roslagen - för att ta sig dit hyrde klubben ett eget tåg på Roslagsbanan till Erkens (numera nedlagda) station.
Krigsvintern 1940 var mycket sträng.  Knappt 20-talet åkare begav sig ut på Östersjön utanför Landsort.  De hittade fin is, men åkte vilse.  Packisvallar tvingade dem att fortsätta till fots, och i 15-gradig kyla och motvind lyckades de ta sig till Hartsö, där de mottogs som om de vore skebbsbrutna.  Kustbevakningen hade då sett dem och redan slagit larm till polisen i Nyköping.
Under de tidiga åren var SSSK lite som en sällskapsklubb: förutom skridskoåkningen träffades man också i varandras stugor, och hade gemensamma aktiviteter även på sommaren.  Men från 1960-1970-talen och framåt ökade medlemsantalet kraftigt, från 1000 medlemmar 1950, 2000 medlemmar 1970, 5000 medlemmar 1978, 10000 medlemmar 1999 till en topp på drygt 13500 medlemmar 2004.  Från början blev man medlem i klubben på rekommendation av klubbmedlemmar, man "faddrades" in.  1989 ersattes detta system med ett välkommenprogram där grupper av nya medlemmar accepterades efter en introduktionskväll och en välkommentur på is.  År 2000 började SSSK sälja biljetter till välkommenprogrammet, som fortsatte t.o.m. säsongen 2005/2006.  Till säsongen 2006/2007 återinfördes faddersystemet i modifierad form; detta ledde till en kraftig minskning av antalet nya medlemmar och totalt sett en nettominskning av medlemsantalet i klubben: år 2008 hade medlemsantalet minskat till ca 11800. År 2010 återinfördes ett välkommenprogram, och dessutom hade man möjlighet att bli med i klubben via en fadder.
Sommaraktiviteterna återuppväcktes inom SSSK år 2002 då Vaken-vandrarna började sina vandringar varje vecka under icke-säsong. Det som blir kvar på en sjö eller fjärd då all is smält är en enda stor vak, den s.k. "Vaken" (eller "stora svarta Vaken" som det ibland också kallas). Vaken-vandrarna vandrar gärna utmed dessa sommarvakar.
Efter Händelserna vid Askö och Ridöolyckan har SSSK vidtagit åtgärder: större fokus på säkerhet, strängare utrustningskrav, och en mer restriktiv hållning mot att acceptera nya medlemmar med återinförande av faddersystemet samt obligatorisk kallplurrövning för de som vill bli medlemmar. Något år senare ersattes den obligatoriska kallplurrövningen av ett obligatoriskt varmplurr och ett frivilligt kallplurr.
På vårmötet år 2008 beslutade SSSK att sälja sin klubbstuga vid Älgö, eftersom stugan användes allt mer sparsamt.  Tidigare om åren var det mycket fler aktiviteter i stugan, men senare stod stugan nästan alltid tom.  Fallande fastighetspriser fördröjde försäljningen, men i januari 2010 hittade SSSK slutligen en köpare till stugan, som numera är historia för klubbens del.  SSSK avsåg att fr.o.m. sommaren 2010 dela klubblokal i Hjorthagen med Svenska Fjällklubben, men det föll på ekonomin då bostadsrättsföreningen som ägde lokalen ville höja hyran kraftigt (även Svenska Fjällklubben sökte sig sedan till nya lokaler).  2011 hittade SSSK slutligen nya klubblokaler på Norr Mälarstrand. Dessa lokaler kallar SSSK numera för Skateboet.
SSSK:s webbplats har de senare åren allt mer integrerats med Skridskonätets webbplats. Skridskonätet är ett samarbete mellan olika långfärdsskridskoföreningar i Sverige, och medlemmarna i de anslutna föreningarna har numera genom Skridskonätet tillgång till samma isinformation.